# Richtlinie 2008/115/EG (Rückführungsrichtlinie)
Die Richtlinie 2008/115/EG des Europäischen Parlaments und des Rates vom 16. Dezember 2008 über gemeinsame Normen und Verfahren in den Mitgliedstaaten zur Rückführung illegal aufhältiger Drittstaatsangehöriger – kurz: Rückführungsrichtlinie – ist eine Richtlinie der Europäischen Union, die die Rückführung illegal aufhältiger Drittstaatsangehöriger aus dem Europäischen Wirtschaftsraum regelt.

## Entstehungsgeschichte und Geltungsbereich
Die Richtlinie wurde auf Vorschlag der Europäischen Kommission vom 1. September 2005, nach Stellungnahme des Europäischen Parlaments vom 18. Juni 2008 und nach Beschluss des Rates vom 9. Dezember 2008 verabschiedet. Der vom Parlament abgewandelte Vorlagentext wurde mit 369 Stimmen bei 197 Gegenstimmungen und 106 Enthaltungen angenommen und vom Rat in der geänderten Form akzeptiert. Mehrere lateinamerikanische Staaten legten heftigen Protest ein und nannten die Richtlinie eine „Richtlinie der Schande“.
Die Rückführungsrichtlinie wendet sich an die EU-Mitgliedstaaten (mit Ausnahme Irlands und des Vereinigten Königreichs) und bedarf der nationalen Umsetzung. Dänemark hat die Möglichkeit, die Richtlinie umzusetzen, ist dazu aber nicht verpflichtet und wendet die Richtlinie bisher nicht an. Für Island, Norwegen, die Schweiz und Liechtenstein stellt die Richtlinie eine Weiterentwicklung des Schengen-Besitzstands dar. Auch für diese Staaten ist die Richtlinie bindend.
Die Rückführungsrichtlinie findet nach Art. 2 Abs. 3 keine Anwendung auf Personen, die das Unionsrecht auf freien Personenverkehr nach Artikel 2 Nr. 5 Schengener Grenzkodex genießen. Dies umfasst alle Unionsbürger sowie die Staatsangehörigen der Staaten, die diesen hinsichtlich der europarechtlichen Freizügigkeit gleichgestellt sind (derzeit Island, Norwegen, Liechtenstein und die Schweiz), sowie die Familienangehörigen dieser Personen. Damit ist die Richtlinie unter den Staatsangehörigen des EWR und der Schweiz nicht anwendbar; sie betrifft allein Drittstaatsangehörige mit illegalem Aufenthalt in der EU.

## Ziel der Richtlinie
Die Rückführungsrichtlinie harmonisiert die Bestimmungen und Verfahren, welche bei der Rückführung von Drittstaatsangehörigen ohne gültigen Aufenthaltstitel zur Anwendung kommen. Ob diese Situation dadurch entstanden ist, dass die betreffende Person illegal einreiste, ihr Asylgesuch abgelehnt wurde oder der Gültigkeitszeitraum ihres Aufenthaltstitels ablief, ist grundsätzlich unerheblich.
Die Richtlinie legt rechtliche Mindestgarantien für die Rückführung fest; dabei will sie nicht Rechtsvorschriften der Mitgliedstaaten ausschließen, die für Drittstaatsangehörige günstiger sind, soweit diese mit der Richtlinie in Einklang stehen (Art. 4 Abs. 3).

## Verpflichtung zum Erlass einer Rückkehrentscheidung
Art. 6 Abs. 1 verpflichtet die Mitgliedstaaten, gegenüber illegal aufhältigen Drittstaatsangehörigen eine Rückkehrentscheidung zu treffen. Damit wird den Mitgliedstaaten erstmals ein Handlungsgebot auferlegt, den illegalen Aufenthalt konsequent zu beenden und nicht mehr zu dulden. In der sechsten Begründungserwägung der Richtlinie heißt es, die Mitgliedstaaten hätten zu gewährleisten, dass der illegale Aufenthalt von Drittstaatsangehörigen im Wege eines fairen und transparenten Verfahrens beendet wird. Die Richtlinie sieht die Aufenthaltsbeendigung aber nicht als einzige mögliche Handlungsalternative an. Um der gebotenen Rückkehrentscheidung zu entgehen, können die Mitgliedstaaten jederzeit beschließen, illegal sich in ihrem Hoheitsgebiet aufhaltenden Personen aus humanitären oder sonstigen Gründen einen Aufenthaltstitel zu erteilen (Art. 6 Abs. 4). Damit wird den Mitgliedstaaten nur das Nichtstun untersagt; sie stehen indes vor der Wahl, statt einer Aufenthaltsbeendigung den illegalen Aufenthalt zu legalisieren. Diese Regelung bietet bisher nicht erkannte Chancen, auf Dauer geduldeten Personen eine Lebensperspektive zu eröffnen und den unbefriedigenden Zustand jahrelanger Kettenduldungen ohne gesicherten Aufenthaltsstatus zu beenden.
Darf sich der Betroffene in einem anderen Mitgliedstaat aufhalten, so ist er zu verpflichten, sich dorthin zu begeben (Art. 6 Abs. 2).
Die Mitgliedstaaten können die Rückkehrentscheidung zusammen mit einer Entscheidung über die Beendigung des Aufenthalts – wie bisher schon in Deutschland üblich – verbinden (Art. 6 Abs. 5 und 6).
Bei der Rückkehrentscheidung müssen das Wohl von Kindern und die familiären Bindungen und der Gesundheitszustand der Betroffenen berücksichtigt werden. Außerdem muss der Grundsatz der Nichtzurückweisung – das sog. Non-refoulement-Gebot nach Art. 33 Genfer Flüchtlingskonvention – beachtet werden (Art. 5).

## Frist zur freiwilligen Ausreise
Wird eine Rückkehrentscheidung getroffen, muss dem Betroffenen eine Frist zur freiwilligen Ausreise gesetzt werden, die zwischen sieben und dreißig Tagen liegen muss (Art. 7 Abs. 1).
Die Frist ist in Ansehung der besonderen Umstände des Einzelfalls (Aufenthaltsdauer, Vorhandensein schulpflichtiger Kinder und das Bestehen anderer familiärer und sozialer Bindungen) um einen angemessenen Zeitraum zu verlängern (Art. 7 Abs. 2).
Während der Frist zur freiwilligen Ausreise können dem Betroffenen, um die Gefahr des Untertauchens zu verringern, eine regelmäßige Meldepflicht bei den Behörden, die Hinterlegung einer angemessenen finanziellen Sicherheit, das Einreichen von Papieren oder die Verpflichtung, sich an einem bestimmten Ort aufzuhalten, auferlegt werden (Art. 7 Abs. 3).
Besteht Fluchtgefahr oder ist der Antrag auf einen Aufenthaltstitel als offensichtlich unbegründet oder missbräuchlich abgelehnt worden oder stellt die betreffende Person eine Gefahr für die öffentliche Ordnung, die öffentliche Sicherheit oder die nationale Sicherheit dar, so kann von einer Frist für die freiwillige Ausreise abgesehen werden oder auf weniger als sieben Tage festgelegt werden (Art. 7 Abs. 4).

## Abschiebung
Reist der Betroffene nicht freiwillig aus, ist die Rückkehr nach Art. 8 als letztes Mittel zwangsweise durchzusetzen (Abschiebung). Die ergriffenen Maßnahmen müssen verhältnismäßig sein (Art. 8 Abs. 4).
Die Abschiebung ist auszusetzen, wenn diese gegen den Grundsatz der Nichtzurückweisung verstoßen würde oder solange ein Rechtsbehelf aufschiebende Wirkung hat (Art. 9 Abs. 1).
Die Mitgliedstaaten können die Abschiebung unter Berücksichtigung der besonderen Umstände des Einzelfalls um einen angemessenen Zeitraum aufschieben, insbesondere, wenn die körperliche oder psychische Verfassung des Betroffenen, technische Gründe wie fehlende Beförderungskapazitäten oder Scheitern der Abschiebung aufgrund von Unklarheit über die Identität diese gebieten (Art. 9 Abs. 2).

## Schutz von unbegleiteten Minderjährigen
Soll ein unbegleiteter Minderjähriger zurückkehren, ist diesem zur Wahrung des Kindeswohls Gelegenheit zu geben, sich durch geeignete Stellen unterstützen zu lassen (Art. 10 Abs. 1).
Vor einer Abschiebung eines unbegleiteten Minderjährigen müssen sich die Behörden vergewissern, dass der Minderjährige einem Mitglied seiner Familie, einem offiziellen Vormund oder einer geeigneten Aufnahmeeinrichtung im Rückkehrstaat übergeben werden kann (Art. 10 Abs. 2).

## Wiedereinreiseverbot
Wird keine Ausreisefrist gewährt oder reist der Betroffene nicht innerhalb der gesetzten Frist aus, muss ein Einreiseverbot verhängt werden (Art. 11 Abs. 1).
Die Dauer des Wiedereinreiseverbots wird selbst in der offiziellen Publikation des Europäischen Parlaments und in vielen Folgepublikationen falsch angegeben. Es beträgt nicht fünf Jahre, sondern wird nach der eindeutigen Regelung der Richtlinie in Anbetracht der jeweiligen Umstände des Einzelfalls festgesetzt und überschreitet dabei grundsätzlich nicht fünf Jahre. Die Richtlinie legt damit kein Mindestmaß, sondern ein Höchstmaß fest, verpflichtet also dazu, ein Einreiseverbot von weniger als fünf Jahren zu prüfen. Nur ausnahmsweise darf das Verbot fünf Jahre übersteigen, wenn der Drittstaatsangehörige eine schwerwiegende Gefahr für die öffentliche Ordnung, die öffentliche Sicherheit oder die nationale Sicherheit darstellt (Art. 11 Abs. 2).
Im Vergleich zum bisherigen deutschen Recht bringt die Rückführungsrichtlinie eine erhebliche Besserstellung der Betroffenen mit sich, denn § 11 Abs. 1 AufenthG in der bis zum 25. November 2011 geltenden Fassung sah überhaupt keine Höchstgrenze für das Wiedereinreiseverbot vor, was einige deutsche Verwaltungsgerichte veranlasst hatte, im Einzelfall eine Höchstgrenze von 15 Jahren als zulässig anzusehen. Selbst die aktuell gültige Verwaltungsvorschrift zum Aufenthaltsgesetz geht noch von einem möglichen 10-jährigen Einreiseverbot aus. Diese Praxis wird nicht mehr beibehalten werden können, zumal der Europäische Gerichtshof in seinem Urteil vom 19. September 2013 die Höchstgrenze von fünf Jahren hervorhob und entschied, dass in Altfällen die Wiedereinreise von abgeschobenen oder ausgewiesenen Ausländern aufgrund der Rückführungsrichtlinie weder gegen die Einreisesperre des § 11 Abs. 1 AufenthG verstößt noch strafbar ist.
Nach Auffassung des Bundesverwaltungsgerichts ergibt sich aus der Neufassung des § 11 AufenthG i. V. mit der Rückführungsrichtlinie, den Grundrechten einschließlich des Verhältnismäßigkeitsgrundsatzes und der Europäischen Menschenrechtskonvention ein Anspruch des Ausländers auf Befristung der Wirkungen der Ausweisung bereits in der Ausweisungsentscheidung. Bei der Bemessung der Fristlänge steht der Behörde kein Ermessen zu; die festgelegte Frist ist somit vollständig gerichtlich überprüfbar. Das Gericht schließt sich damit im Ergebnis einer schon früher ergangenen Entscheidung des Verwaltungsgerichtshofs Baden-Württemberg an, der die Auffassung vertrat, eine erst später auf Antrag des Betroffenen vorgenommene Befristung stelle das von der Richtlinie intendierte Regel-Ausnahme-Verhältnis „auf den Kopf“ und gestalte das unbefristete Einreiseverbot zunächst zum gesetzlichen Regelfall aus.
Das Fortbestehen eines fakultativ verhängten Einreiseverbots ist zu überprüfen, wenn der Betroffene nachweisen kann, der Rückkehrentscheidung uneingeschränkt entsprochen zu haben. Gegen Personen, die als Opfer des Menschenhandels gelten, wird unter bestimmten Voraussetzungen kein Einreiseverbot verhängt. Auch im Übrigen kann aus humanitären Gründen von der Verhängung eines Einreiseverbots abgesehen werden (Art. 11 Abs. 3).

## Verfahrensgarantien, Rechtsschutz, Status bis zur Ausreise
Rückkehrentscheidungen sowie – gegebenenfalls – Entscheidungen über ein Einreiseverbot oder eine Abschiebung ergehen schriftlich und enthalten eine sachliche und rechtliche Begründung sowie Informationen über mögliche Rechtsbehelfe (Art. 12 Abs. 1). Auf Wunsch des Betroffenen ist ihm in der Regel eine schriftliche oder mündliche Übersetzung der wichtigsten Elemente einer Entscheidung zur Verfügung zu stellen (Art. 12 Abs. 2 und 3).
Der Betroffene hat das Recht, die Rückkehrentscheidung von einem Gericht oder einer sonst unabhängigen Stelle überprüfen zu lassen (Art. 13 Abs. 1 und 2). Der Betroffene kann hierfür rechtliche Beratung, rechtliche Vertretung und – wenn nötig – Sprachbeistand in Anspruch nehmen (Art. 13 Abs. 3). Das Verfahren muss für ihn kostenfrei sein (Art. 13 Abs. 4). Gerade der letzte Punkt war im Richtliniengebungsverfahren sehr umstritten. In Deutschland ist das Verfahren für den Betroffenen derzeit nur nach Bewilligung von Prozesskostenhilfe kostenfrei. Hierfür muss die beabsichtigte Rechtsverfolgung hinreichende Erfolgsaussichten bieten und der Betroffene muss bedürftig sein. Während die zweite Voraussetzung bei Mittellosen oft vorliegt, führt die erste Voraussetzung selbst bei dem verfassungsrechtlich gebotenen herabgesetzten Prognosemaßstab teilweise zu einer Versagung von Prozesskostenhilfe. Der Gesetzgeber wird dies korrigieren müssen. Nach der Verlautbarung des Europäischen Parlaments stelle eine Möglichkeit der Finanzierung von Prozesskosten der 2006 von Kommission, Rat und EP beschlossene Rückkehr-Fonds dar. Dieser Fonds sei für den Zeitraum von 2008 bis 2013 mit insgesamt 676 Millionen Euro ausgestattet.
Bis zu einer Rückkehr muss in der Regel
- die Aufrechterhaltung der Familieneinheit mit den Familienangehörigen,
- die Gewährung medizinischer Notfallversorgung und unbedingt erforderlicher Behandlung von Krankheiten,
- die Gewährleistung des Zugangs zum Grundbildungssystem für Minderjährige je nach Länge ihres Aufenthalts und
- die Berücksichtigung der spezifischen Bedürfnisse schutzbedürftiger Personen

gewährleistet sein (Art. 14 Abs. 1). Über die Aussetzung der Abschiebung erhalten die Betroffenen eine Bescheinigung (Art. 14 Abs. 2).

## Abschiebungshaft: Voraussetzungen, Rechtsschutz, Dauer, Unterbringung
Abschiebungshaft darf nur verhängt werden, wenn es keine milderen Maßnahmen gibt und dann auch nur, um die Rückkehr vorzubereiten und/oder die Abschiebung durchzuführen, insbesondere dann, wenn Fluchtgefahr besteht oder der Betroffene die Vorbereitung der Rückkehr oder das Abschiebungsverfahren umgeht oder behindert. Die Haftdauer hat so kurz wie möglich zu sein und sich nur auf die Dauer der laufenden Abschiebungsvorkehrungen zu erstrecken, solange diese mit der gebotenen Sorgfalt durchgeführt werden (Art. 15 Abs. 1).
Die Inhaftnahme wird von einer Verwaltungs- oder Justizbehörde schriftlich unter Angabe der sachlichen und rechtlichen Gründe angeordnet. Wird die Inhaftnahme von einer Verwaltungsbehörde angeordnet, so ist die Maßnahme von Amts wegen oder auf Antrag des Betroffenen gerichtlich zu überprüfen. Ist sie nicht rechtmäßig, ist der Betroffene unverzüglich freizulassen (Art. 15 Abs. 2).
Die vollzogene Inhaftnahme wird in gebührenden Zeitabständen überprüft. Bei längerer Haftdauer müssen die Überprüfungen der Aufsicht einer Justizbehörde unterliegen (Art. 15 Abs. 3).
Stellt sich heraus, dass aus rechtlichen oder anderweitigen Erwägungen keine hinreichende Aussicht auf Abschiebung mehr besteht oder dass die allgemeinen Voraussetzungen für eine Inhaftnahme entfallen sind, so ist der Betroffene unverzüglich freizulassen (Art. 15 Abs. 4).
Die Haft wird so lange aufrechterhalten, wie die Voraussetzungen hierfür vorliegen und wie es erforderlich ist, um den erfolgreichen Vollzug der Abschiebung zu gewährleisten, in der Regel jedoch nicht länger als sechs Monate (Art. 15 Abs. 5).
Die Mitgliedstaaten dürfen die Sechsmonatsfrist um höchstens 12 weitere Monate verlängern, wenn die Abschiebungsmaßnahme trotz angemessener Bemühungen wahrscheinlich länger dauern wird, weil der Betroffene nicht kooperiert oder weil es infolge des Verhaltens von Drittstaaten zu einer Verzögerung bei der Übermittlung der erforderlichen Unterlagen kommt (Art. 15 Abs. 6).
Die Inhaftierung muss in speziellen Hafteinrichtungen erfolgen oder – wenn das nicht möglich ist – in gewöhnlichen Haftanstalten erfolgen, jedoch unter Beachtung des Prinzips einer Trennung von gewöhnlichen Strafgefangenen (Art. 16 Abs. 1). Dem Betroffenen wird gestattet, zu gegebener Zeit mit Rechtsvertretern, Familienangehörigen und den zuständigen Konsularbehörden Kontakt aufzunehmen (Art. 16 Abs. 2). Besondere Aufmerksamkeit gilt der Situation schutzbedürftiger Personen. Medizinische Notfallversorgung und die unbedingt erforderliche Behandlung von Krankheiten wird gewährt (Art. 16 Abs. 3). Einschlägig tätige nationale und internationale Organisationen sowie nichtstaatliche Organisationen wird ermöglicht, Hafteinrichtungen zu besuchen (Art. 16 Abs. 4). In Haft Genommene müssen systematisch Informationen erhalten, in denen die in der Einrichtung geltenden Regeln erläutert und ihre Rechte und Pflichten dargelegt werden. Dies gilt auch für das Recht, mit nationalen und internationalen Organisationen sowie nichtstaatlichen Organisationen Kontakt aufzunehmen (Art. 16 Abs. 5).

## Abschiebungshaft bei Minderjährigen und Familien
Bei unbegleiteten Minderjährigen und Familien mit Minderjährigen wird Haft nur im äußersten Falle und für die kürzestmögliche angemessene Dauer eingesetzt (Art. 17 Abs. 1). Bis zur Abschiebung in Haft genommene Familien müssen eine gesonderte Unterbringung erhalten, die ein angemessenes Maß an Privatsphäre gewährleistet (Art. 17 Abs. 2). In Haft genommene Minderjährige müssen die Gelegenheit zu Freizeitbeschäftigungen einschließlich altersgerechter Spiel- und Erholungsmöglichkeiten und, je nach Dauer ihres Aufenthalts, Zugang zur Bildung erhalten (Art. 17 Abs. 3). Unbegleitete Minderjährige müssen so weit wie möglich in Einrichtungen untergebracht werden, die personell und materiell zur Berücksichtigung ihrer altersgemäßen Bedürfnisse in der Lage sind (Art. 17 Abs. 4). Dem Wohl des Kindes ist im Zusammenhang mit der Abschiebehaft bei Minderjährigen Vorrang einzuräumen (Art. 17 Abs. 5).

## Überlastung der Hafteinrichtungen
Im Falle einer außergewöhnlich großen Zahl von unterzubringenden Betroffenen und einer damit einhergehenden unvorhergesehenen Überlastung der Kapazitäten der Hafteinrichtungen oder des Verwaltungs- oder Justizpersonals kann der betreffende Mitgliedstaat, solange diese außergewöhnliche Situation anhält, die für die gerichtliche Überprüfung festgelegten Fristen verlängern und dringliche Maßnahmen in Bezug auf die Haftbedingungen ergreifen, die von den üblichen Haftbedingungen abweichen (Art. 18 Abs. 1). Hierüber ist die Kommission in Kenntnis zu setzen (Art. 18 Abs. 2). Die Ausnahmeregelung entbindet die Mitgliedstaaten nicht davon, alle geeigneten – sowohl allgemeinen als auch besonderen – Maßnahmen zu ergreifen, um den Verpflichtungen der Richtlinie nachzukommen (Art. 18 Abs. 3).

## Evaluierung und Umsetzung
Die Kommission erstattet dem Europäischen Parlament und dem Rat alle drei Jahre Bericht über die Anwendung der Richtlinie in den Mitgliedstaaten (Art. 19). Die Mitgliedstaaten müssen die Richtlinie bis 24. Dezember 2010 umsetzen, in Bezug auf die gerichtliche Kostenfreiheit nach Art. 13 Abs. 4 bis 24. Dezember 2011 (Art. 20).
In den deutschsprachigen Ländern ist die Rückführungsrichtlinie inzwischen wie folgt umgesetzt worden:
- In der Schweiz traten die geänderten nationalen Rechtsvorschriften im Januar 2011 in Kraft.[18]
- Österreich hat die Regelungen der Rückführungsrichtlinie über das Fremdenrechtsänderungsgesetz 2011[19] unter anderem in das Niederlassungs- und Aufenthaltsgesetz, das Fremdenpolizeigesetz 2005 und das Asylgesetz 2005 eingearbeitet. Das Gesetz trat im Wesentlichen am 1. Juli 2011 in Kraft.
- In Deutschland trat am 26. November 2011 das Gesetz zur Umsetzung aufenthaltsrechtlicher Richtlinien der Europäischen Union und zur Anpassung nationaler Rechtsvorschriften an den EU-Visakodex vom 22. November 2011 (BGBl. I S. 2258) in Kraft, mit dem unter anderem das Aufenthaltsgesetz und das Asylverfahrensgesetz (heutige Bezeichnung: Asylgesetz) geändert wurden.

Nach der Rechtsprechung des Europäischen Gerichtshofs sind Richtlinien, soweit sie hinreichend konkret sind, bereits mit Ablauf der Umsetzungsfrist unmittelbar geltendes Recht in den zur Umsetzung verpflichteten Staaten, sodass entgegenstehendes nationales Recht bereits seit diesem Zeitpunkt nicht mehr anwendbar war. Diese Erkenntnis hat das deutsche Bundesministerium des Innern veranlasst, vorläufige Anwendungshinweise zu geben.
2014 urteilte der Europäische Gerichtshof, dass die Inhaftierung von illegal aufhältigen Drittstaatsangehörigen zum Zweck der Abschiebung nach dem Wortlaut der Rückführungsrichtlinie grundsätzlich in speziellen Hafteinrichtungen erfolgen muss. Ein föderaler Mitgliedstaat ist verpflichtet, die Möglichkeit einer entsprechenden Unterbringung in einem anderen Bundesland sicherzustellen, wenn es in einem Bundesland keine speziellen Hafteinrichtungen gibt.

## Kritik
Das Vereinigte Königreich war nach einer Stellungnahme von Staatsminister Phil Woolas nicht überzeugt, dass die Richtlinie 2008/115/EG geeignet sei, die strengen Rückkehrverfahren umzusetzen, die notwendig seien, um irregulärer Migration zu begegnen.
Nichtregierungsorganisationen und das Flüchtlingshilfswerk der Vereinten Nationen kritisierten die Richtlinie. Die Haftdauer sei oft länger, als die Haftdauern, die die teilnehmenden Staaten zuvor in ihren eigenen Regelungen vorgesehen hätten. Weiter wurde das Fehlen ausreichender Garantien zum Schutz unbegleiteter Minderjähriger und eine zu schwache richterliche Kontrolle der Inhaftnahme thematisiert.